# Verbandsgemeinde Saale-Wipper
In de Verbandsgemeinde Saale-Wipper werken vijf gemeenten uit de Landkreis Salzlandkreis samen ter vervulling van de gemeentelijke taken. Juridisch gezien behouden de deelnemende gemeenten hun zelfstandigheid.

## Deelnemende gemeenten
Deelnemende gemeente met bijbehorende Ortsteile zijn:
- Alsleben (Saale), Stad (2.552)
- Giersleben (980)
- Güsten, Stad * (4.074)
- Ilberstedt (1.034)
- Plötzkau (1.273)